# Tjuchem

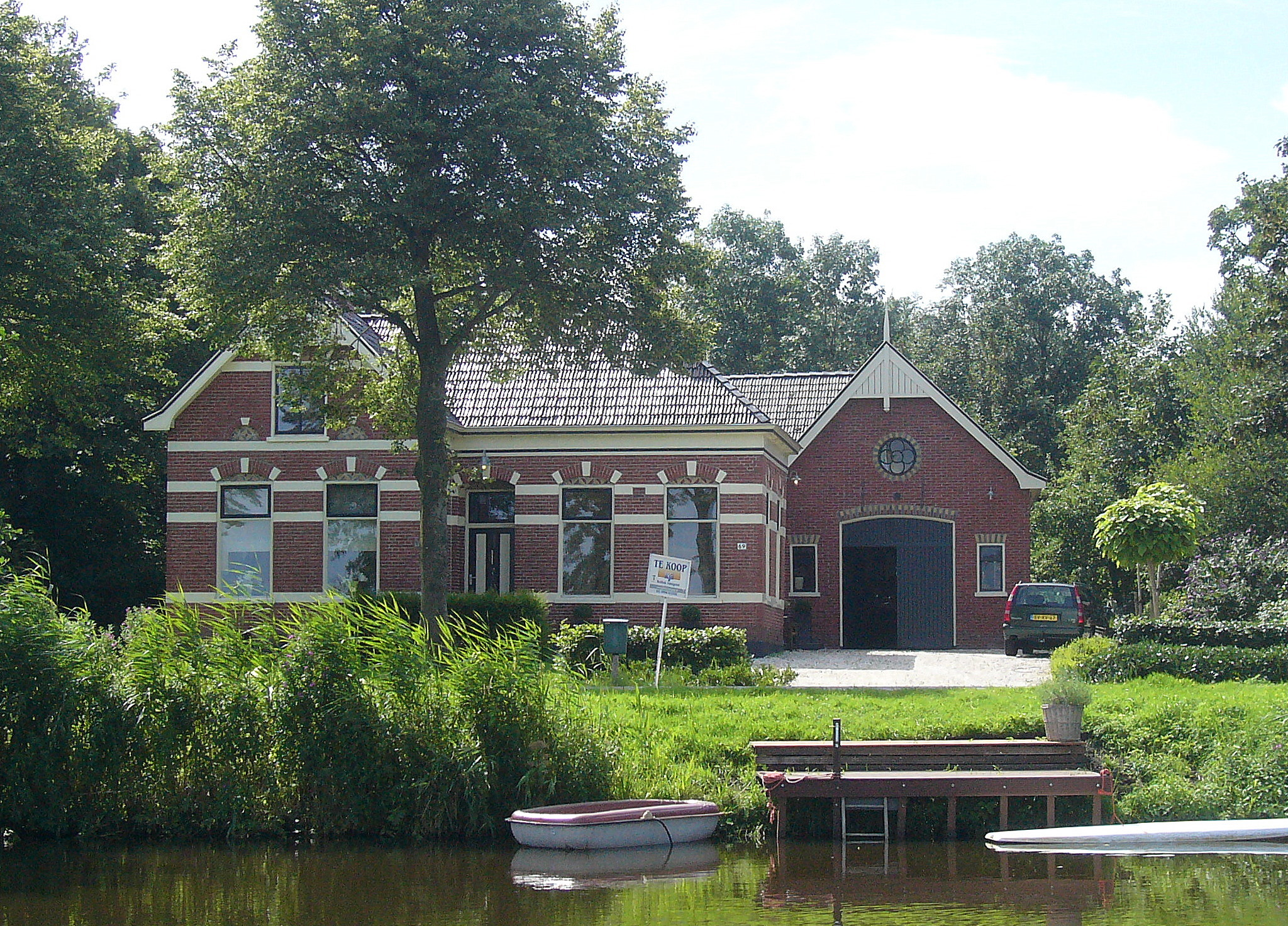
Woning van omstreeks 1900 aan het Afwateringskanaal bij Tjuchem

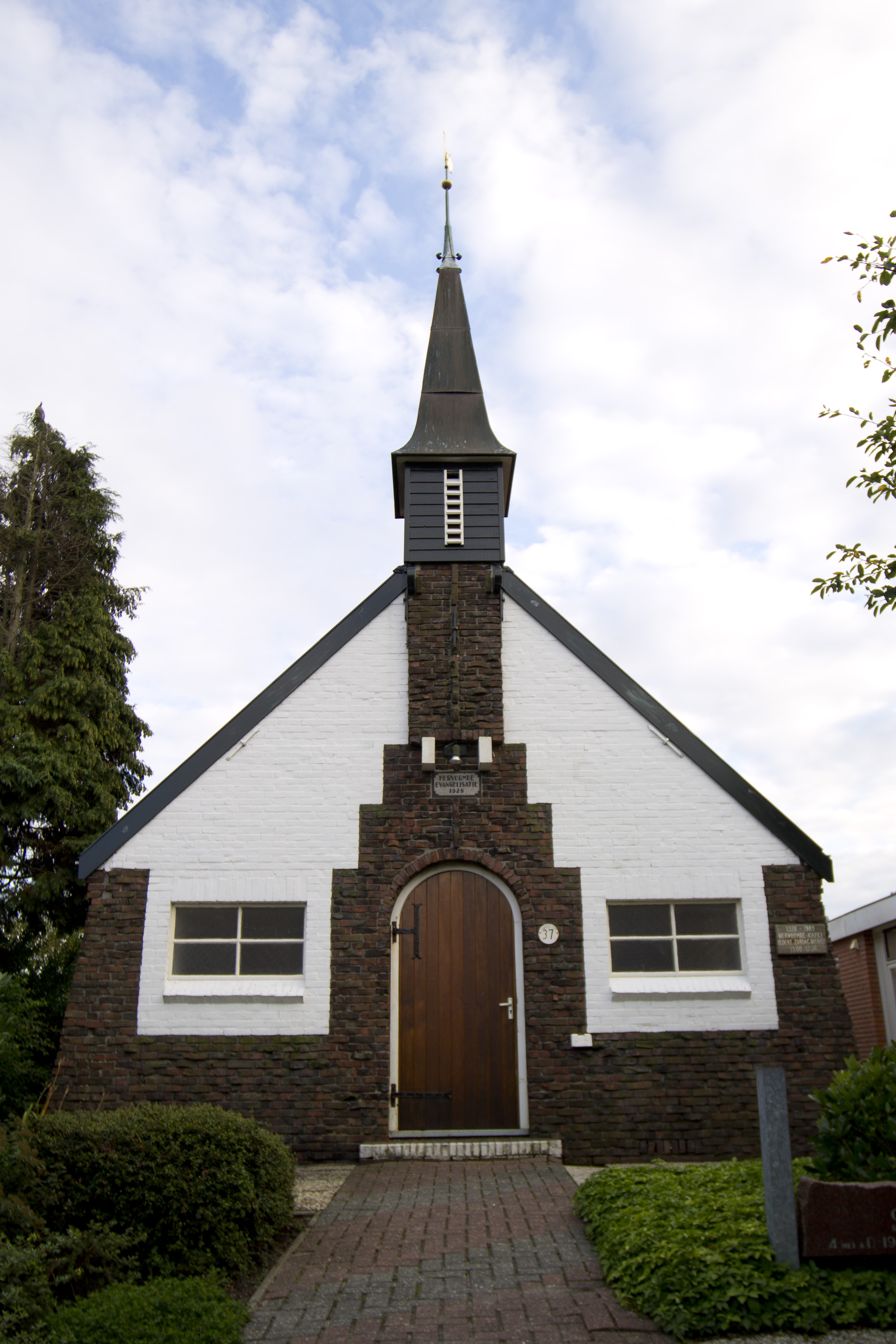
Hervormde Kapel Tjuchem

Tjuchem (19e eeuw ook Tjugchem, Gronings: Tjuggem, Tjöggem) is een dorp in de gemeente Midden-Groningen in de Nederlandse provincie Groningen. De bewoners worden Tjuchsters genoemd.
Het dorp ligt in het noorden van de gemeente, aan het Afwateringskanaal van Duurswold. Lange tijd was het een laag liggend graslandgebied. Tegenwoordig is akkerbouw de voornaamste landbouwactiviteit.

## Geschiedenis
Tjuchem ligt te midden van een gebied van droogmakerijen waar zich tot in de negentiende eeuw het Opwierdermeer, het Woldmeer, het Oewemeer, het Meedhuizermeer, het Kleinemeer en het Proostmeer bevonden. Deze meertjes waren mogelijk restanten van veenbanken, die niet - zoals de omgeving - door kleiafzettingen werden bedekt en later door inklinking en erosie zijn verdwenen. De belangrijkste meren waren al sinds de middeleeuwen eigendom van adellijke grootgrondbezitters die ook het visrecht exploiteerden.

### Middeleeuwen
Tjuchem was een veenontginningsdorp, wat goed te zien was aan de opstrekkende verkaveling en de lintbebouwing. Het ligt aan de noordrand van een uitgestrekt hoogveengebied, waar de ontginning vermoedelijk omstreeks de 10e eeuw begonnen is. Uit Wilderhof en Wagenborgen zijn vroegmiddeleeuwse vondsten bekend.
De naam Tjuchem komt van het Oudfriese tiuch of tiucht, wat gemeenschappelijk gebruikt weide- of hooiland betekent, al dan niet met de uitgang -um ('heem'). Oorspronkelijk moet het om hooilanden van de dorpen Marsum, Solwerd, Opwierde en Eelwerd zijn gegaan. Het toponiem Tjuchem kwam op meerdere plaatsen in Friesland, Groningen en Oost-Friesland voor.
De bodemkaart laat zien dat het gebied waar nu Tjuchem ligt grotendeels bedekt is geweest met hoogveen dat op het einde van de middeleeuwen is verdwenen. De meest recente kleilagen die door overstromingen in het gebied ten zuiden van het Damsterdiep zijn afgezet, ontbreken hier. De opstrekkende verkaveling (bij recente ruilverkavelingen verdwenen) en schaarse archeologische vondsten laten zien dat zich ten noorden van het huidige dorp een nederzetting met een of meer steenhuizen heeft bevonden. De kadasterkaart van omstreeks 1830 toont minstens zes verlaten huisplaatsen. 
Hoe het dorp oorspronkelijk heette, is niet bekend. Mogelijk was er ook een kerk: de Kroniek van Bloemhof noemt in 1295 een dorp Liudibrandkircka bij Siddeburen, waarvan de ligging niet bekend is. De aangrenzende kerspelen Appingedam en Siddeburen hadden hier later landbezit, wat erop kan wijzen dat zij oudere parochierechten hebben opgedeeld. Ook de schoolmeester van Siddeburen meende in 1828 te weten dat Tjuchem eerder – net als het nabijgelegen Oostwold – een kerk had. 
De zuidgrens van het dorp (vlak ten noorden van het Afwateringskanaal van Duurswold) werd gevormd door de Borgwatering (vroeger Burgwatering genoemd) met daarlangs het veendijkje de Borg. 
Al in de 15e eeuw behoorde Tjuchem samen met het gehucht De Hole tot het kerspel Siddeburen. De Hoofdweg of Tjuchsterweg fungeerde mogelijk als binnendijk; de klei-afzettingen aan de noordkant ontbreken ten zuiden daarvan. Het dorp bestond uit twee delen, die in de 17e en 18e eeuw Wester- en Oostertjuchem werden genoemd. Daartussen lag de Dijksloot oftewel het Tjuchemermaar, dat uitmondde in het Eelwerdermaar. Aan de oostkant van het dorp liep het Holemaar in het verlengde van de Munnikesloot. Dit maar waterde via het Meedhuizermeer en het Splitmaar eveneens bij Eelwerd uit.
De afwatering van het gebied werd sinds de 14e eeuw geregeld door het Oostwoldzijlvest, dat gebruik maakte van een sluisje bij Eelwerd, terwijl er daarnaast ook overtollig water richting Farmsum wegstroomde.
Tjuchem viel met de streekje Weringe (Oosterweeren en Weereweg) tot het  maar beide buurtschappen hadden geen zitting in het bestuur, in tegenstelling tot de vier overige kluften van het zijlvest. 
Het gebied wordt in een belastingregister van 1555 betiteld als De Tiuchen en Holen. In de 17e en 18e eeuw maakte men onderscheid tussen Westertjuchem en Oostertjuchen, waarbij de laatste nederzetting mogelijk noordelijker lag, aan de huidige Heemweg.

### Nieuwe tijd
Tjuchem was na de middeleeuwen niet meer dan een buurtschap, maar gaandeweg ontwikkelde zich een dorpskern waar zich enkele middenstanders en landarbeidergezinnen vestigden. De boerderijen, die aanvankelijk verspreid in het veld stonden, concentreerden zich aan de Hoofdweg. Het dorp profiteerde vooral van de bouw van poldermolens rond 1800, waardoor het land werd drooggelegd. In 1809 kregen twee inwoners van Tjuchem, Eisse Jacobs en Jan Meerten, vergunning om een school in te richten, die echter niet lang heeft bestaan. De kinderen moesten te voet naar Siddeburen. In 1871 stichtte de gemeente Slochteren een nieuwe openbare school.
Acker Stratingh schrijft in 1850:
Wanneer men [...] den doodschen, barren toestand, waarin dat oord vroeger verkeerde, vergelijkt met den tegenwoordigen, staat men verwonderd, want men ziet eene geheele reeks van nieuwe boerenwoningen aldaar verrijzen, en den grond van onland in het heerlijkste korenland herschapen.
Tekenen van groeiende gemeenschapszin waren de oprichting van de Landbouwvereniging Tjuchem in 1896 en van de Hervormde Vereniging tot Evangelisatie in 1923. De Evangelisatievereniging gaf opdracht aan architect Evert Rozema te Appingedam, een vertegenwoordiger van de Groninger tak van de Amsterdamse School, een evangelisatiegebouw te ontwerpen. Het kerkje kwam in 1928 gereed als de Hervormde Kapel Tjuchem. Dit eenvoudige zaalkerkje met houten dakspanten en een dakruiter is een betrekkelijk jong rijksmonument, het enige in het dorp. Na een jarenlange onderbreking werden de kerkdiensten in 1981 hervat. De kapel is in 1982-1987 gerenoveerd en uitgebreid met een consistoriekamer. Omstreeks 1927 werd vanuit Siddeburen tevens een gereformeerd evangelisatiegebouw gesticht, dat 'Berea' werd genoemd (Weereweg 2). Ook de gereformeerden uit Meedhuizen kerkten hier. De evangelisatie diende vanaf 1957 als wijkgemeente van Delfzijl, totdat hij in 1987 opging in de Samen-op-Weg gemeente Meedhuizen. Het gebouw werd toen verkocht en omgebouwd tot woonhuis.
In 1985 werd er een gedenksteen geplaatst ter herinnering aan de Tjuchsters die tijdens de Tweede Wereldoorlog zijn omgekomen.
De gemeentelijke  school uit 1871 is later vervangen door basisschool Lutje Til, die in 2013 voorgoed de deuren sloot bij gebrek aan leerlingen.
Verbindingen met de buitenwereld zijn in Tjuchem altijd spaarzaam geweest. Omstreeks 1927 reed er een busdienst van Harmanni & Dijkman. Even ten zuiden van het dorp liep van 1929 tot 1942 de Woldjerspoorweg, die echter geen succes was. Het station Tjugchem-Meedhuizen, nog aanwezig als woonhuis, was van het Standaardtype Woldjerspoor van architect Ad van der Steur. Het lag dichter bij Meedhuizen dan bij Tjuchem. Tientallen jaren hadden Tjuchem en Meedhuizen geen openbaar vervoer, totdat er vanaf 1966 enkele malen per dag een bus kwam van de DAM, later de GADO. Nadat de streekbus verdween kwam er een buurtbusverbinding met Appingedam en Delfzijl.

## Volksverhaal
Tussen naburige dorpen bestaat vaak een vorm van na-ijver. Er is een volksverhaal over de dominee van Meedhuizen, die zijn dorp wilde evangeliseren door de bewoners van Tjuchem voor paardenbeulen uit te maken. Hij riep vanaf de kansel:
Midhoesters, Midhoesters, bekeert joe! Weest nait zo as de gòddelozen van Tjuggem! Mien mooie vòsvool zat in de sloot; de Tjugsters stonden der om tou en ze hebben hom der nait weer oethoald! En hai gaf de geest, oamen!

## Koop Tjuchem

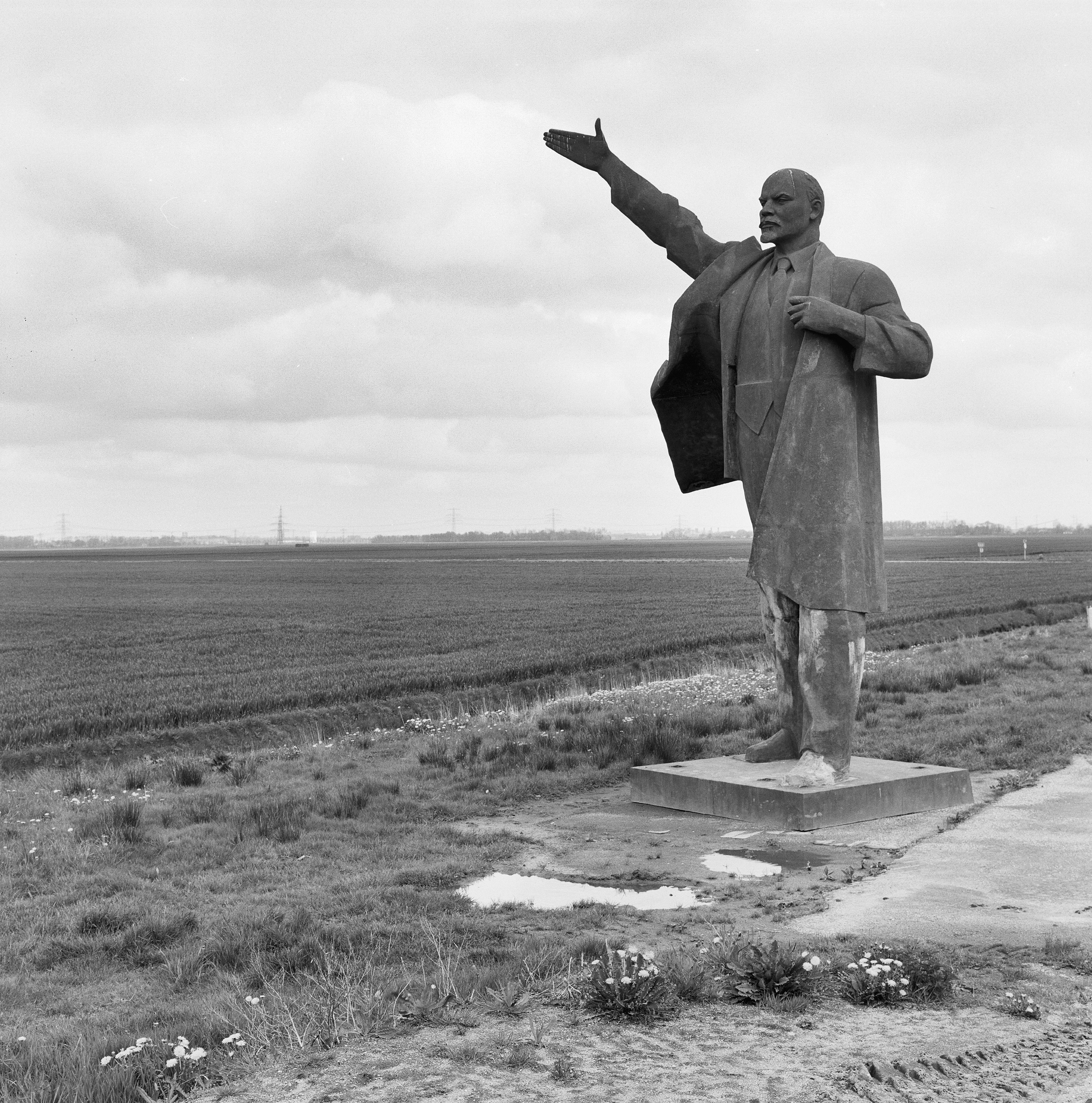
Lenin wijst de weg naar Tjuchem (1998)

De naam van het dorp is verbonden met het bouwbedrijf Koop Tjuchem. De grondlegger van het bedrijf, Henk Koop, is hier opgegroeid. Koop Tjuchem werd in 2006 opgeheven toen de Koop Groep haar wegenbouwdivisie (Koop GWW) aan de Vervat Groep verkocht. Van Koop Tjuchem werden alleen de activa overgenomen.
In 1997 importeerde Henk Koop een ruim 9 meter hoog Leninbeeld uit Merseburg in de voormalige DDR naar Tjuchem, waar hij het neerzette bij zijn bedrijf. Het is het hoogste standbeeld van Nederland en is vervaardigd van 17.000 kilo brons. Het beeld staat niet op een voetstuk. In 2009 werd het voor een expositie vervoerd naar Enschede. Na afloop kwam het niet terug naar Tjuchem, maar werd het geplaatst bij Fontana Bad Nieuweschans. In 2019 werd het verplaatst naar Zuidbroek, maar sinds december 2023 is het Leninbeeld terug in Tjuchem, wel op een andere plek.

## Diepste boorgat van Nederland
Bij Tjuchem ligt het diepste boorgat van Nederland: de boring Tjuchem-02-ST bereikte in 1972 een einddiepte van 5994,2 meter onder NAP. Het boorgat wordt gebruikt bij de winning van aardgas uit het aardgasveld van Slochteren, in 1995 werd het gat op 1500 meter diepte afgesloten en een "sidetrack"-boring uitgevoerd die een einddiepte van 2933 meter onder NAP bereikte.